# Xung đột Panjshir
Xung đột Panjshir là 1 cuộc xung đột giữa Taliban (Tiểu vương quốc Hồi giáo Afghanistan) và các phe chống lại họ (Như Mặt trận kháng chiến quốc gia Afghanistan và các nhóm nhỏ khác). Cuộc xung đột bắt đầu từ ngày 17 tháng 8 năm 2021, sau khi Kabul rơi vào tay Taliban trong 1 chiến dịch. Giao tranh diễn ra chủ yếu ở thung lũng Panjshir, nơi mà hiện tại chưa rơi vào tay của Taliban kể từ khi Cộng hòa hồi giáo Afghanistan sụp đổ. Một lệnh ngừng bắn đã được ký kết vào ngày 26 tháng 8 nhưng sau đó ngày 1 tháng 9, Taliban đã phá vỡ lệnh ngừng bắn bằng cách tấn công phe kháng chiến.
Tính đến ngày 3 tháng 9 năm 2021 , ngoài phe đối lập ở Panjshir, còn có các quận ở trung tâm Afghanistan vẫn chống lại Taliban, được sự ủng hộ của các dân tộc thiểu số và tôn giáo. Vào ngày 6 tháng 9, Taliban đã giành quyền kiểm soát phần lớn tỉnh Panjshir và thung lũng Panjshir dẫn đến các chiến binh kháng chiến rút lên núi để tiếp tục chiến đấu trong tỉnh.
Các cuộc đụng độ trong thung lũng hầu như chấm dứt vào giữa tháng 9, sau khi các thủ lĩnh của phe kháng chiến như Amrullah Saleh và Ahmad Massoud chạy sang nước láng giềng Tajikistan, nước này cũng đồng thời cung cấp chổ ở cho kháng quân, khiến cho việc sự kiện Taliban kéo hàng nghìn tay súng đến sát biên giới Tajikistan hồi tháng 8 năm 2021.

## Nguyên nhân
Sự sụp đổ của Kabul trong cuộc tấn công lớn của Taliban đã khiến cho 1 lượng lớn binh sĩ của chế độ cũ, do sợ sự trả thù của chính quyền mới do Taliban nắm quyền hoặc chống lại Taliban nên đã chạy trốn đến thung lũng Panjshir (trong đó bao gồm cả cựu Phó Tổng thống Saleh), nơi được cho là một khu vực đồi núi hiểm trở và rất khó tiếp cận.

## Tương quan lực lượng

### Phe cộng hòa và quân kháng chiến
Trước khi Kabul thất thủ, quân đội bắt đầu chuyển thiết bị quân sự từ các khu vực xung quanh, bao gồm cả trực thăng và xe bọc thép, vào tỉnh Panjshir. Tại đây, họ có sự tham gia của các chỉ huy và binh sĩ Quân đội Quốc gia Afghanistan, bao gồm cả lính biệt kích và mujahideen. Hầu hết trong số họ tập hợp lại tại Quận Andarab của tỉnh Baghlan trước khi di chuyển đến Panjshir sau khi trốn thoát thành công khỏi Kunduz, Badakhshan, Takhar và Baghlan sau khi các tỉnh này rơi và tay Taliban.
Theo ước tính của Nga, các lực lượng chống Taliban khác nhau có khoảng 7,000 binh sĩ được trang bị vào giữa tháng 8 năm 2021. Các ước tính khác đưa ra con số này thấp nhất là 2,000, mặc dù bản thân Saleh tuyên bố có 10,000 người trong tay. Đến ngày 22 tháng 8 năm 2021, Ahmad Massoud tuyên bố đã tập hợp được khoảng 9,000 máy bay chiến đấu và ít nhất một "số ít xe bọc thép" trong thung lũng.
Các lực lượng cộng hòa đã tập hợp lại ở Panjshir và tổ chức thành Mặt trận Kháng chiến Quốc gia Afghanistan (NRF) nhằm chiến đấu chống lại chính quyền mới của Taliban. Đến ngày 22 tháng 8, quân kháng chiến cũng xác nhận rằng một số nhóm dân quân địa phương đã bắt đầu tự mình chống lại Taliban, kết hợp với các lực lượng ở thung lũng Panjshir.
NRF đã suy yếu rất nhiều do phần lớn Panjshir rơi vào tay quân Taliban vào tháng 9 năm 2021 sau các trận đánh và chiến dịch đẫm máu, mặc dù nhóm này vẫn tiếp tục hoạt động và mở rộng hoạt động trên khắp miền bắc Afghanistan trong những tháng tiếp theo. Đến tháng 4 năm 2022, NRF ước tính có rất nhiều máy bay chiến đấu, được chia thành nhiều nhánh để hoạt động.
Ngoài ra, một số nhóm nổi dậy ủng hộ cộng hòa khác cũng nổi lên như: "Mặt trận Tự do Afghanistan", "Phong trào Giải phóng và Quốc gia Hồi giáo Afghanistan"," Mặt trận Quốc gia vì Afghanistan Tự do ","Mặt trận Giải phóng của Afghanistan ",...

### Talban/Lực lượng vũ trang của Tiểu vương quốc Hồi giáo Afghanistan
Một ước tính của Trung tâm Chống Khủng bố tại Học viện Quân sự Hoa Kỳ được đưa ra trước khi Kabul sụp đổ ước tính sức mạnh của Taliban, trên toàn lãnh thổ Afghanistan, là 60.000 binh sĩ đã được vũ trang được hỗ trợ bởi tới 200.000 nhân sự thuộc nhóm dự bị khác. Do sự sụp đổ nhanh chóng của Kabul và sự đầu hàng của lực lượng vũ trang của cộng hòa hồi giáo Afghanistan, các thiết bị vũ trang hiện đại của Hoa Kỳ để lại nhanh chóng rơi và tay họ, nhờ đó họ có thêm sức mạnh để tiếp tục tiêu diệt quân kháng chiến tại thung lũng.